# ایکینجی الخاص‌اوبه
ایکینجی الخاص‌اوبه (به لاتین: İkinci Alxasava) یک منطقه مسکونی در جمهوری آذربایجان است که در شهرستان گوی‌چای واقع شده است.